# Tamás Kancsal
Tamás Kancsal, född den 17 november 1951 i Budapest, Folkrepubliken Ungern, är en ungersk idrottare inom modern femkamp.
Han tog OS-brons i lagtävlingen i samband med de olympiska tävlingarna i modern femkamp 1976 i Montréal.